# Keizō Obuchi
Keizō Obuchi (小渕恵三 Obuchi Keizō?,  25 de junio de 1937 - 14 de mayo de 2000) fue un político japonés y primer ministro entre el 30 de julio de 1998 y el 5 de abril de 2000. Tuvo que abandonar el cargo debido a un derrame cerebral que le causó la muerte un mes después.
Nació en la prefectura de Gunma. A los 13 años fue a un instituto privado de enseñanza media en Tokio, y permaneció en la ciudad durante el resto de su vida. En 1958, se matriculó en Literatura Inglesa en la universidad de Waseda, con la esperanza de ser escritor. Cuando murió su padre ese mismo año, decidió seguir el camino de este, así que cambió a Ciencias Políticas y se graduó en 1962.